# Ledian Memushaj
Ledian Memushaj (Vlorë, el 7 de desembre de 1986) és un jugador de futbol d'Albània que juga amb el Pescara i la selecció albanesa.